# Abimelech (roi de Sichem)
Pour les articles homonymes, voir Abimelech.
Abimelech (ou Abimélec, de l'hébreu אֲבִימֶלֶךְ, Avimelekh, littéralement « mon père le roi ») est un roi d'Israël qui régna à Sichem, il est l'un des fils du Juge d'Israël Gédéon.

## Présentation
Gédéon a 70 fils de ses différentes épouses et un fils naturel, Abimelech, de sa servante et concubine de Sichem. À sa mort, les enfants d'Israël se détournent de Dieu et rendent un culte à Baal.
Abimelech se rend à Sichem et convainc les frères de sa mère de le choisir pour roi plutôt que d'être gouvernés par les 70 fils légitimes de Gédéon. Les oncles répètent ces paroles aux habitants de Sichem qui se laissent convaincre à leur tour. Abimelech reçoit 70 sicles d'argent qui lui permettent de recruter des mercenaires afin de tuer les 70 fils de Gédéon. Seul Jotham, plus jeune fils de Gédéon, échappe au massacre. Abimelech est proclamé roi par les habitants de Sichem et Jotham le maudit lui et les Sichémites, et prend la fuite pour Beer.
Abimelech ne gouverne que trois ans, de -1236 à -1233. Dieu provoque des dissensions entre Abimelech et son peuple, punissant ainsi le roi du meurtre de ses demi-frères et les Sichémites de leur manque de loyauté envers la maison de Gédéon. Chassé par les Sichémites, Abimelech reprend la ville et la détruit. Il poursuit sa route vers Tébetz. Désireux d'asseoir son pouvoir, il assiège la ville. En s'approchant de la forteresse, Abimelech reçoit sur la tête une lourde pierre lancée d'une tour par une femme. Grièvement blessé, Abimelech demande à son écuyer de l'achever afin qu'on ne puisse pas dire qu'il a été tué par une femme. Ainsi s'accomplit la malédiction de Jotham. Cet épisode traduit la versatilité du peuple d'Israël avant l'avènement d'un roi unique.
Thola succède à Abimelech.